# The Offspring: Complete Music Video Collection
The Offspring: Complete Music Video Collection is een uitgebreid videoalbum (uitgebracht in dvd en UMD-formaten op 5 juli 2005) van de Amerikaanse punkrockband The Offspring. Het werd uitgebracht bij de Greatest Hits-cd, die een maand eerder uitkwam, en toont alle video's van de band tussen 1994 en 2005 (behalve het nummer "Million Miles Away"). Het bevat ook 11 live-optredens, twee extra video's, een interview en commentaar van de band.

## Nummers
Bij alle nummers is er commentaar aanwezig, behalve bij "Can't Repeat".

### Videoclips
1. "Come Out and Play (Keep 'Em Separated)" – 3:16
2. "Self Esteem" – 4:26
3. "Gotta Get Away" – 4:12
4. "All I Want" – 1:57
5. "Gone Away" – 4:31
6. "The Meaning of Life" – 2:58
7. "I Choose" – 4:02
8. "Pretty Fly (for a White Guy)" – 3:14
9. "Why Don't You Get a Job?" – 3:13
10. "The Kids Aren't Alright" – 3:00
11. "She's Got Issues" – 3:49
12. "Original Prankster" – 3:41
13. "Want You Bad" – 3:24
14. "Defy You" – 3:48
15. "Hit That" – 3:01
16. "(Can't Get My) Head Around You" – 2:14
17. "Can't Repeat" – 3:25

### Extra videos
1. "Da Hui" – 2:50
2. "Cool to Hate" – 2:59
3. "Garage Days" - 2:39

### Live optredens

#### House of Blues 1998
1. "Self Esteem" – 3:58
2. "All I Want" – 1:53
3. "Pretty Fly (for a White Guy)" – 3:00
4. "Why Don't You Get a Job?" – 2:56

#### MTV's Smash to Splinter
1. "Long Way Home" – 2:25
2. "Hit That" – 2:52
3. "Gotta Get Away" – 3:34
4. "The Worst Hangover Ever" – 3:13
5. "Come Out and Play (Keep 'Em Separated)" – 3:49
6. "(Can't Get My) Head Around You" – 2:04
7. "The Kids Aren't Alright" – 3:08

## Bonus
Het album kent bonustracks als "Da Hui" en "Cool to Hate", maar ook een interview tussen Dexter Holland en Guy Cohen (de acteur die meespeelde in de videoclip van Pretty Fly (for a White Guy)), een video uit 1983 en 1984 van Dexter Holland,  Greg K. en James Lilja (destijds tieners) die respectievelijk gitaar, drums en bas spelen in een garage in Cypress, en een instrumentale fanfare-uitvoering van "Hit That". Tevens zijn er opnames van live-optredens.

## Cast
- Dexter Holland - zanger, gitarist
- Noodles - gitarist
- Greg K. - bassist
- Ron Welty - drummer
- Atom Willard - drummer op videoclip "Can’t Get My (Head Around You)" en "Can’t Repeat" en bonusfragmenten live-optredens
- James Lilja - drummer in bonusfragment uit 1984
- Higgins X-13 - komt voor in videoclip Why Don’t You Get a Job?  en in bonusfragmenten van live-optredens
- Ronnie King - komt voor in bonusfragmenten "Smash to Splinter"
- Jason "Blackball" McLean - komt voor in videoclip "Come Out and Play (Keep Em’ Separated)"
- Redman - komt voor in videoclip "Original Prankster"
- Zooey Deschanel - komt voor in videoclip "She’s Got Issues"
- Bif Naked - komt voor in videoclip The Kids Aren't Alright
- Kristina Luna - komt voor in videoclip "I Choose"
- Guy Cohen - hoofdrol in video clip Pretty Fly (For a White Guy) en kleine rol in "Why Don’t You Get a Job?"